# Новелті (Міссурі)
Новелті (англ. Novelty) — селище (англ. village) в США, в окрузі Нокс штату Міссурі. Населення — 102 особи (2020).

## Географія
Новелті розташоване за координатами 40°0′45″ пн. ш. 92°12′26″ зх. д. / 40.01250° пн. ш. 92.20722° зх. д. (40.012462, -92.207160).  За даними Бюро перепису населення США в 2010 році селище мало площу 0,73 км², уся площа — суходіл.

## Демографія
Згідно з переписом 2010 року, у селищі мешкало 139 осіб у 61 домогосподарстві у складі 43 родин. Густота населення становила 192 особи/км².  Було 68 помешкань (94/км²).
Расовий склад населення:
| - 96,4 % — білих - 0,7 % — чорних або афроамериканців - 0,7 % — азіатів |

До двох чи більше рас належало 2,2 %. Частка іспаномовних становила 0,7 % від усіх жителів.
За віковим діапазоном населення розподілялося таким чином: 19,4 % — особи молодші 18 років, 59,0 % — особи у віці 18—64 років, 21,6 % — особи у віці 65 років та старші. Медіана віку мешканця становила 46,5 року. На 100 осіб жіночої статі у селищі припадало 87,8 чоловіків;  на 100 жінок у віці від 18 років та старших — 93,1 чоловіків також старших 18 років.
Середній дохід на одне домашнє господарство  становив 42 794 долари США (медіана — 30 938), а середній дохід на одну сім'ю — 46 891 долар (медіана — 26 250). За межею бідності перебувало 34,8 % осіб, у тому числі 50,0 % дітей у віці до 18 років та 7,1 % осіб у віці 65 років та старших.
Цивільне працевлаштоване населення становило 79 осіб. Основні галузі зайнятості: мистецтво, розваги та відпочинок — 17,7 %, науковці, спеціалісти, менеджери — 15,2 %, освіта, охорона здоров'я та соціальна допомога — 15,2 %.